# Proasellus oviedensis
Proasellus oviedensis és una espècie de crustaci isòpode pertanyent a la família dels asèl·lids.

## Hàbitat
És una espècie demersal.

## Distribució geogràfica
Es troba a Europa: la Cueva de la Fuente de Quintana (La Pereda, Llanes, Astúries).